# Premoramid
Premoramid, półprodukt moramidu – organiczny związek chemiczny, prekursor moramidu objęty Jednolitą konwencją o środkach odurzających z 1961 roku. W Polsce jest w grupie I-N Ustawy o przeciwdziałaniu narkomanii.